# Équipe d'Allemagne masculine de squash
L'équipe d'Allemagne masculine de squash représente l'Allemagne dans les compétitions internationales de squash et dirigée par Deutscher Squash Verband (de).

## Histoire
Le meilleur résultat lors d'un championnat du monde a été la 5e place chez les hommes en 2013 avec la composition suivante : Simon Rösner, Raphael Kandra, Jens Schoor et André Haschker. Le plus mauvais résultat jusqu'à présent a été la 16e place. L'équipe nationale masculine a participé pour la première fois à un championnat du monde en 1981.
Lors des championnats d'Europe, les hommes ont été trois fois vice-champions d'Europe : en 1990, 1993 et 1994, l'équipe a été battue en finale par l'Angleterre. L'équipe de 1990 comprenait Hansi Wiens, Jochen Arndt, Oliver Rucks, Simon Frenz et Benjamin Bay. En 1993 et 1994, l'équipe était composée de Hansi Wiens, Oliver Rucks, Simon Frenz et Florian Pößl.

## Équipe actuelle
- Raphael Kandra
- Simon Rösner
- Yannik Omlor
- Valentin Rapp

## Palmarès
| Année                      | Résultat        | Classement | G      | PL     |
| -------------------------- | --------------- | ---------- | ------ | ------ |
| Melbourne 1967 (en)        | Absent          | Absent     | Absent | Absent |
| Birmingham 1969 (en)       | Absent          | Absent     | Absent | Absent |
| Palmerston North 1971 (en) | Absent          | Absent     | Absent | Absent |
| Johannesburg 1973 (en)     | Absent          | Absent     | Absent | Absent |
| Birmingham 1976 (en)       | Absent          | Absent     | Absent | Absent |
| Toronto 1977 (en)          | Absent          | Absent     | Absent | Absent |
| Brisbane 1979 (en)         | Absent          | Absent     | Absent | Absent |
| Stockholm 1981 (en)        | Poules          | 16e        | 2      | 5      |
| Auckland 1983 (en)         | Absent          | Absent     | Absent | Absent |
| Le Caire 1985 (en)         | Poules          | 8e         | 3      | 6      |
| Londres 1987 (en)          | Poules          | 14e        | 4      | 4      |
| Singapour 1989 (en)        | Poules          | 10e        | 5      | 2      |
| Helsinki 1991 (en)         | Poules          | 10e        | 4      | 2      |
| Karachi 1993 (en)          | Poules          | 8e         | 4      | 2      |
| Le Caire 1995 (en)         | Poules          | 10e        | 3      | 3      |
| Petaling Jaya 1997 (en)    | Poules          | 9e         | 3      | 3      |
| Le Caire 1999 (en)         | Poules          | 10e        | 3      | 3      |
| Melbourne 2001 (en)        | 8e de finale    | 15e        | 2      | 5      |
| Vienne 2003 (en)           | 8e de finale    | 15e        | 3      | 4      |
| Islamabad 2005 (en)        | 8e de finale    | 10e        | 3      | 3      |
| Chennai 2007 (en)          | 8e de finale    | 16e        | 2      | 5      |
| Odense 2009 (en)           | 8e de finale    | 11e        | 4      | 3      |
| Paderborn 2011 (en)        | 8e de finale    | 8e         | 5      | 2      |
| Mulhouse 2013 (en)         | quart de finale | 5e         | 6      | 1      |
| Le Caire 2015              | Annulé          | Annulé     | Annulé | Annulé |
| Marseille 2017             | 8e de finale    | 9e         | 5      | 1      |
| Washington 2019            | quart de finale | 6e         | 4      | 3      |
| Total                      | 18/26           | 0 titre    | 65     | 57     |